# António Maria de Assis e Araújo
António Maria de Assis e Araújo, mais conhecido por Actor Assis (Lisboa, 7 de outubro de 1818 - Lisboa, 26 de setembro de 1851), foi um ator de teatro português do século XIX, casado com a célebre atriz Josefa Soller.

## Biografia
Nascido a 7 de outubro de 1818, na Rua da Adiça, freguesia de São João da Praça, em Lisboa, era filho de Dionísio Gil de Araújo e de sua mulher, Maria Leocádia da Conceição.
Começou por representar em teatros particulares, estreando-se profissionalmente a 8 de abril de 1841 no Teatro do Salitre, no drama em 5 atos O Infanticídio ou a ponte de Saint Cloud. Seguiu depois para o Teatro Nacional D. Maria II, onde foi admitido na abertura do mesmo, por portaria de 19 de fevereiro de 1846, como "segundo amoroso ou galã de ponta de teatro". Ali teve um repertório de sucesso no drama e na alta comédia.
Casou-se em 1848 com a também atriz Josefa Soller, sendo pai dos também atores Júlio e Alfredo Soller.
Descrito como galã distinto, António de Sousa Bastos refere, acerca do ator: "Foi um excelente actor de drama e alta comedia. Possuía todos os requisitos para um perfeito galan. Era alto, elegante, extremamente sympathico de physionomia e de uns olhos vivos e animados que lhe coloriam a expressão."
Faleceu jovem e repentinamente, com apenas 32 anos, a 26 de setembro de 1851, na sua residência, 2.º andar do número 25 da Rua do Jardim do Regedor, freguesia de Santa Justa, em Lisboa. Encontra-se sepultado no Cemitério do Alto de São João, na mesma cidade.